# Winniki (województwo lubelskie)
Winniki – uroczysko (dawna miejscowość), w Polsce w woj. lubelskim, w pow. hrubieszowskim, w gminie Dołhobyczów.
Leżała na zachodnim skraju lasu Liwetczyna Dąbrowa nad rzeką Warężanką, między Dłużniowem a Chochłowem.
Od końca XIX wieku właścicielem dóbr tabularnych był Eustachy Rylski. Około 1905 właścicielką była Izabela Rylska.
W II Rzeczypospolitej do 1934 samodzielna gmina jednostkowa. Następnie należała do zbiorowej wiejskiej gminy Waręż Miasto w powiecie sokalskim w woj. lwowskim. Po wojnie wieś weszła w skład powiatu hrubieszowskigo w woj. lubelskim. W 1951 roku wieś znalazła się tuż po zachodniej stronie nowego pasa granicznego i przez to nie została przyłączona do Związku Radzieckiego w ramach umowy o zamianie granic z 1951 roku.